# Зарубинское городское поселение
Зарубинское городско́е поселе́ние — городское поселение в Хасанском районе Приморского края.
Административный центр — пгт Зарубино.

## История
Статус и границы городского поселения установлены Законом Приморского края от 6 декабря 2004 года № 187-КЗ «О Хасанском муниципальном районе»

## Население
| 2007  | 2010  | 2011  | 2012  | 2013  | 2014  | 2015  |
| ----- | ----- | ----- | ----- | ----- | ----- | ----- |
| 4819  | ↘3904 | ↘3903 | ↘3871 | ↘3823 | ↘3795 | ↘3727 |
| 2016  | 2017  | 2018  | 2019  | 2020  | 2021  |       |
| ↗3736 | ↘3723 | ↗3734 | ↘3712 | ↘3702 | ↘3430 |       |

## Состав городского поселения
В состав городского поселения входят 5 населённых пунктов:
| № | Населённый пункт | Тип населённого пункта      | Население |
| - | ---------------- | --------------------------- | --------- |
| 1 | Андреевка        | село                        | ↘530      |
| 2 | Витязь           | село                        | ↘158      |
| 3 | Зарубино         | пгт, административный центр | ↘2492     |
| 4 | Рисовая Падь     | село                        | →34       |
| 5 | Сухановка        | железнодорожная станция     | ↘76       |

## Местное самоуправление
Администрация
Адрес: 692726, пгт Зарубино, ул. Строительная, 24-А. Телефон: 8 (42331) 77-9-42
Глава администрации
- Неглядов Олег Иванович